# Conception taoïste du handicap
La conception taoïste du handicap a été étudiée dans le cadre des études sur le handicap. Il s'agit d'une interprétation moderne de thèmes issus en majorité du Dao De Jing et du Zhuang Zi, considérés comme les ouvrages fondateurs du canon du Taoïsme philosophique. 
La vision moderne du handicapé ou de l'invalide est renouvelée par une vision ancienne dans laquelle les thèmes de la non-action (Wuwei 无为) et de la spontanéité (Ziran 自然) sont valorisés.
Le livre Aidan's Way, par Sam Crane, fait référence à des thèmes taoïstes (le titre se référant au Tao 道 ou la Voie) afin de redonner valeur à la vie d'un enfant souffrant de handicap cognitif et physique et de fréquentes crises d'épilepsie.

## L'utilité de l'inutile (無用之用)
Deux histoires tirées du Zhuang Zi exemplifient l'ironie taoïste. L'ironie dont est question ici illustre une distance des personnages et créatures dépeintes par rapport aux conventions sociales et aux apparences logiques, qui constitue en elle-même une qualité permettant de se rapprocher du Tao.
« Après que Shih le Charpentier fut retourné chez lui, le chêne lui apparut en rêve et dit, « À quoi me compares-tu ? Me compares-tu avec ces arbres utiles ? Le cerisier, le poirier, l'oranger, le cédratier, le reste de ces arbres et arbustes fruitiers : aussitôt que leur fruit est mûr, ils sont démembrés et soumis à la maltraitance. Leurs grands membres sont cassés, leurs petits membres sont tirés alentour. Leur utilité leur rend la vie misérable, et ainsi ils ne finissent pas les jours que le Ciel leur a donnés, mais sont coupés à mi-chemin. Ils se l'attirent sur eux : l'arrachage, la torsion par la populace. Et il en est de même pour toutes les autres choses » (Watson, 1996, 60). »
« Voici Shu l'Estropié : le menton collé au nombril, les épaules au-dessus de la tête, queue de cheval pointée vers le ciel, les cinq organes au-dessus, les deux cuisses pressées sur les côtes. En tissant et lavant, il obtient assez pour remplir son gosier; en maniant un van et en triant le bon grain, il rassemble assez pour nourrir dix personnes. Lorsque les autorités appellent la troupe, il est dans la foule en train de faire signe; lorsqu'ils mettent en place un groupe de travail, ils ne le remarquent pas parce qu'il est un invalide chronique. Et lorsqu'ils distribuent du grain pour les malades, il obtient trois grandes mesures et dix paquets de bois à brûler. Avec un corps estropié, il est capable de s'occuper de lui-même et de finir les jours que le Ciel lui a donnés. Encore mieux, ainsi, si sa vertu était estropiée (Watson, 1996, 62). »
Dans ces textes, l'infirmité, le fait de posséder un corps estropié ou déjeté, est perçue comme une forme de liberté, la libération du fardeau constitué par les attentes exercées par le groupe social. Le bois brut, non raffiné est considéré comme une métaphore de l'homme détaché de ses ambitions et désirs personnels. 

## Vision taoïste du corps
Zhuang Zi critique ce qu'il considère comme une tendance exagérée à considérer le caractère séparé des corps individuels par rapport aux circonstances dans lesquelles ceux-ci sont impliqués.
Dans le Zhuang Zi, un dialogue avec un Confucius imaginaire est dépeint. Ce procédé permet de s'opposer aux normes confucéennes de piété, présentes par exemple dans les Analectes d'après lesquelles les personnes infirmes sont considérées comme transgressives et de moindre statut social (voir piété filiale en Chine).
« Dans l'État de Lu [État où était établi Confucius], il y avait un homme appelé Wang Tai, dont le pied avait été coupé en guise de punition. Cependant il avait autant de partisans que Confucius lui-même. Chang Ji posa des questions à Confucius à ce sujet.

« Wang Tai est un malfrat unijambiste, cependant ses partisans disputent aux vôtres l'État de Lu, Maître. Lorsqu'il se lève il ne donne aucune instruction, et lorsqu'il est assis il ne donne aucune opinion. Et cependant ils viennent à lui vides et repartent remplis… »
« Quel genre d'homme est-il ? » dit Confucius, « Cet homme, mon maître, est un sage. Seule la procrastination m'a préservé de le suivre moi-même. Même pour moi, il est un maître, combien plus devrait-il l'être pour vous. Je n'amènerai pas seulement l'État de Lu, mais le monde entier, pour le suivre ! » (32.2) »

Le passage suivant relate la rencontre de Confucius et d'un bossu sur la route de Chu. Confucius remarque que l'homme parvient à attraper les cigales à l'aide d'un bâton collant «comme s'il les attrapait à la main». Le bossu donne cette explication :
Je tiens mon corps comme un tronc d'arbre raide et j'utilise mon bras comme une vieille branche sèche. Peu importe combien sont vastes le Ciel et la Terre, combien nombreuses les dix mille créatures, je ne suis au courant de rien sauf des ailes de cigales. Sans osciller, sans incliner, sans laisser une chose parmi les dix mille prendre la place de ces ailes de cigales _comment pourrais-je ne pas réussir ? (Œuvres Complètes 200)
Dans ce passage, le bossu explique à Confucius sa faculté à se tenir aligné avec le Tao qui représente l'ordre naturel des choses, et ainsi atteindre la vertu (德). La difformité physique est considérée comme cause de cette capacité à suivre le Tao de façon naturelle et spontanée.
Un autre passage témoigne du détachement de Ziyu envers la forme normale d'un corps en bonne santé.
« Peut-être que [le Créateur des choses] va transformer mon bras gauche en coq, ainsi j'annoncerai l'aube. Peut-être transformera-t-il mon bras droit en carreau d'arbalète, ainsi je chercherai un hibou à rôtir. Peut-être transformera-t-il mon derrière en roues et mon esprit en cheval ; ainsi je voyagerai partout, car qui a besoin d'un autre véhicule ? (45) »
Cet extrait met en avant l'importance de comprendre le corps comme l'objet d'une ensemble de forces transformantes qu'il convient d'appréhender de façon pragmatique.

### Publications académiques
- Crimson Lewis, Use of the useless : assessing depiction of disability in the Zhuangzi, Brigham young University, Library Research Grants 11, 2014
- Andrew Lambert, The Usefulness of the Useless : Rethinking Disability through Classical Daoist Thought, publié dans Disability and World Religions: An Introduction', Baylor University Press, 2016  (ISBN 9781481305211),

### Articles
- [Disability Studies Quaterly, 2010] Michael Stoltzfus et Darla Schumm, « Beyond Models: Some Tentative Daoist Contributions to Disability Studies », Disability Studies Quaterly,‎ 2010 (ISSN 2159-8371)